# Georg Jarno
Georg Jarno (ur. 3 czerwca 1868 w Budapeszcie, zm. 25 maja 1920 we Wrocławiu) – węgierski kompozytor operetkowy.
Jarno studia muzyczne odbył w Konserwatorium Budapeszteńskim. Następnie pracował jako dyrygent w teatrach wielu niemieckich miast (m.in. w Bremie, Gerze, Halle i Magdeburgu). W końcu osiedlił się w Wiedniu, później zaś we Wrocławiu. Początkowo pisał opery, wystawiając Die schwarze Kaschka (1895), Der Richter von Zalamea (1899) i Der zerbrochene Krug (1903). Nie spotkały się one jednak z powodzeniem. Namówiony przez żonę swego brata, Hansi Niese, zajął się operetką. Pierwszą jego operetką była Złota rybka (1907), następnie Krysia leśniczanka (1907), która odniosła największy sukces, Das Musikantenmädel (1910), Die Marine-Gustl (1912), Das Farmermädchen (1913), Jungier Sonnenschein (1918) i Mein Annerl (1918).